# Eurema brigitta
Eurema brigitta е вид пеперуда от семейство Белянки (Pieridae). Видът не е застрашен от изчезване.

## Разпространение и местообитание
Разпространен е в Австралия (Куинсланд), Ангола, Афганистан, Бангладеш, Бахрейн, Бенин, Ботсвана, Бруней, Буркина Фасо, Бурунди, Бутан, Виетнам, Габон, Гамбия, Гана, Гвинея, Гвинея-Бисау, Демократична република Конго, Джибути, Екваториална Гвинея, Еритрея, Етиопия, Замбия, Зимбабве, Йемен, Израел, Източен Тимор, Индия, Индонезия, Йордания, Ирак, Иран, Кабо Верде, Камбоджа, Камерун, Катар, Кения, Китай, Коморски острови, Кот д'Ивоар, Кувейт, Лаос, Лесото, Либерия, Ливан, Мавритания, Мавриций, Мадагаскар, Майот, Малави, Малайзия, Мали, Мианмар, Мозамбик, Намибия, Непал, Нигер, Нигерия, Обединени арабски емирства, Оман, Папуа Нова Гвинея, Провинции в КНР, Реюнион, Руанда, Сао Томе и Принсипи, Саудитска Арабия, Свазиленд, Сейшели, Сенегал, Сиера Леоне, Сингапур, Сирия, Сомалия, Судан, Тайван, Тайланд, Танзания, Того, Уганда, Филипини, Хонконг, Централноафриканска република, Чад, Шри Ланка, Южен Судан и Южна Африка.
Обитава гористи местности, пустинни области, места с песъчлива почва, ливади и савани.

## Описание
Популацията на вида е стабилна.